# Megabyzus jogensis
Megabyzus jogensis är en insektsart som beskrevs av Chandrasekhara A. Viraktamath 1998. Megabyzus jogensis ingår i släktet Megabyzus och familjen dvärgstritar. Inga underarter finns listade i Catalogue of Life.